# Våthult
Våthult är en kyrkby i Våthults socken i Gislaveds kommun i Jönköpings län belägen väster om Gislaved. 
I byn ligger Våthults kyrka.